# Copris montivagus
Copris montivagus là một loài bọ cánh cứng trong họ Bọ hung (Scarabaeidae).